# Anfu, Ningdu
Anfu är en socken i Kina. Den ligger i provinsen Jiangxi, i den sydöstra delen av landet, omkring 230 kilometer söder om provinshuvudstaden Nanchang. Antalet invånare är 10 330. Befolkningen består av 4 646 kvinnor och 5 684 män. Barn under 15 år utgör 18,0 %, vuxna 15-64 år 72 %, och äldre över 65 år 8,0 %.
Runt Anfu är det ganska tätbefolkat, med 166 invånare per kvadratkilometer. Närmaste större samhälle är Huitong, 17,2 km sydost om Anfu. Trakten runt Anfu består till största delen av jordbruksmark.
Genomsnittlig årsnederbörd är 2 261 millimeter. Den regnigaste månaden är maj, med i genomsnitt 345 mm nederbörd, och den torraste är oktober, med 22 mm nederbörd.